# Segmentale Aplasie des Müller-Gangs

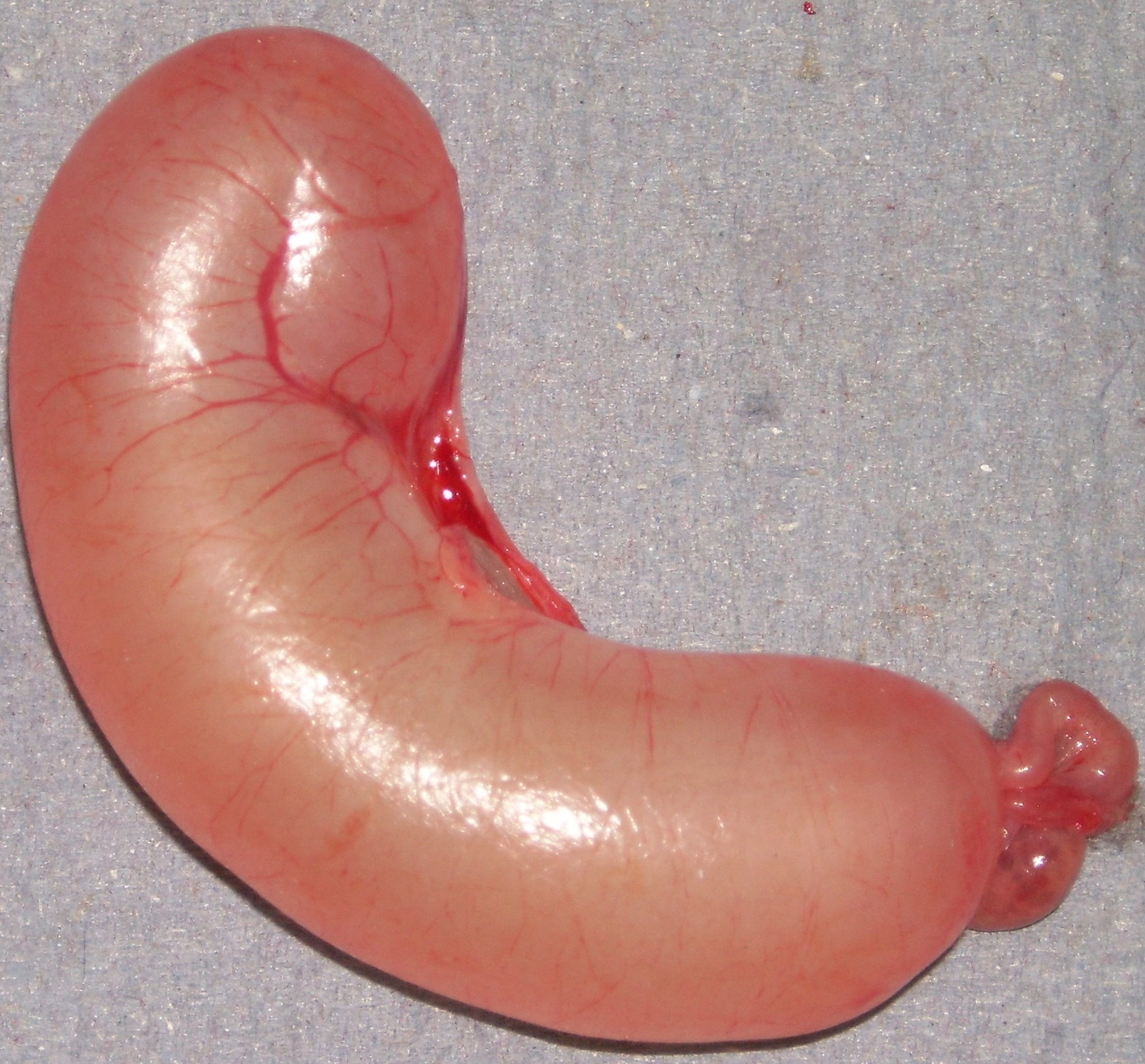
Segmentale Aplasie des Müller-Gangs im Bereich der Spitze des linken Gebärmutterhorns mit Zystenbildung (Durchmesser etwa 4 cm) bei einer Katze. Am rechten Rand der Zyste sind Eileiter und Eierstock zu erkennen.

Die segmentale Aplasie des Müller-Gangs ist eine gelegentlich auftretende Fehlbildung, bei der Abschnitte des Müller-Gangs – des fetalen Vorläufers der Gebärmutter – nicht vollständig ausgebildet sind (→ Aplasie). In den entsprechenden Abschnitten können sich bei ausgebildeter Gebärmutterschleimhaut aufgrund der Drüsensekretion während des Sexualzyklus mit Schleim gefüllte Zysten bilden (Mukometra).
Die segmentale Aplasie des Müller-Gangs ruft normalerweise keine Beschwerden hervor, sie wird zumeist als Zufallsbefund bei einer Laparatomie, bei der Sonografie der Bauchhöhle oder bei einer Kastration erhoben. Bei starker Vergrößerung der Zysten nach mehreren Sexualzyklen – die Zysten können bei Hunden einen Durchmesser von bis zu 20 cm erreichen – kann es auch zu starken Allgemeinstörungen und Bauchschmerzen kommen.
Die Therapie besteht in der chirurgischen Entfernung der aplastischen Gebärmutterteile.